# Béixec
Béixec és una entitat de població del municipi de Montellà i Martinet i de l'entitat municipal descentralitzada de Víllec i Estana, a la Baixa Cerdanya. Està situat als contraforts septentrionals de la serra del Cadí, entre la riera de Bastanist i el riu del Quer. Es troba a escassa distància de l'Alt Urgell, fet que el converteix en el poble més occidental de la Cerdanya, juntament amb Arànser. El 2019 tenia 5 habitants.
Fou senyoria de la comunitat de preveres de Puigcerdà. L'antiga església parroquial de Sant Iscle i Santa Victòria, romànica amb algun detall gòtic, és esmentada ja l'any 839 en l'acta de consagració de la catedral de la Seu d'Urgell.
Béixec va formar un municipi independent fins a mitjans del segle xix quan es va unir a l'antic municipi de Víllec i Estana.